# Los héroes de la miseria
Los héroes de la miseria (1909) es una escultura de mármol, obra del escultor costarricense Juan Ramón Bonilla (1882-1944). Actualmente se encuentra en exposición permanente en el vestíbulo del Teatro Nacional de Costa Rica. Se considera a su autor el primer escultor profesional de temática laica de la historia de su país, y a Los héroes de la miseria su obra más celebrada.

## Historia
En 1903, Juan Ramón Bonilla consiguió una beca para estudiar escultura en Europa, otorgada por el gobierno de Costa Rica para que estudiara el oficio de "marmolero", con el fin de que esculpiese obras fúnebres. Entre 1904 y 1905, Bonilla estudió escultura en Carrara, y entre 1905 y 1909, en la Academia de Bellas Artes de Roma, donde obtiene el título de escultor. En 1906, el diplomático costarricense Manuel María de Peralta, se entera del éxito de Bonilla en Europa, por lo que informa al gobierno costarricense, que se encuentra interesado en promocionar al país en exposiciones a nivel internacional. Debido a esto, en 1907, el Estado otorga recursos a Bonilla para que realice una escultura que tenga la calidad para participar en dichas exposiciones. Ese mismo año, Bonilla inicia el trabajo en Italia. Los héroes de la miseria fue ganadora en escultura de la bienal en Europa de ese año. Dos años después, Bonilla regresa al país y dona la escultura al Estado costarricense.
La temática (la pobreza), sin embargo, desata una polémica en el país, siendo principalmente atacada por el pintor español Tomás Povedano, fundador de la Academia Nacional de Bellas Artes (una de las razones de Bonilla para marchar a Europa fue por no concordar con el método de aprendizaje de la Academia Nacional de Bellas Artes), quien arremetió contra el valor estético y la pericia de la obra. Esto se debió a que la temática de la escultura contravenía los intereses burgueses de la élite gobernante de la época, empeñados en promover una sociedad blanca, tratando de imitar las sociedades europeas, por lo que existía un desdén por las obras de autoría nacional.
Con todo, se decidió que la obra fuera colocada en el vestíbulo del Teatro Nacional de Costa Rica, lo que también acarreó la crítica de otros personajes influyentes de la época, como el educador Omar Dengo, para quien resultaba inapropiado que una obra que representaba la pobreza se colocara en un sitio donde los ricos se reunían a disfrutar de las ventajas de su clase social. La obra ha estado en exposición permanente en este sitio desde entonces.

## Simbolismo
"Los héroes de la miseria"  representa a una mujer pidiendo limosna con su niño en brazos, como símbolo de la pobreza y los desposeídos, siendo a su vez una representación de la maternidad. La obra sigue la estética clásica de finales del siglo XIX y principios del siglo XX.